# KLAX-FM
KLAX-FM (97.9 FM) és una emissora comercial de ràdio estatunidenca situada a East Los Angeles, retransmet per Greater Los Angeles Area. KLAX-FM emet un format musical regional mexicà anomenat "La Raza". L'estació té estudis a Los Angeles, i el seu transmissor té la seu a Glendale.

## Història

### KNOB
L'estació va començar a emetre el 22 d'abril de 1949, amb el nom KNOB. Originàriament retransmetia a 103.1 MHz i tenia la llicència a Long Beach.
El 18 d'agost de 1957, l'estació va canviar a un format de tot jazz, convertint-se en la primera estació de jazz arreu del món. Va ser anomenada "The Jazz Knob". El seu propietari era Sleepy Stein, qui va aconseguir el permís de la Comissió Federal de Comunicacions per a un augment de potència canviant la freqüència a 97,9 el 1958. Va emetre des d'un estudi al seu emissor de Signal Hill, a prop de l'aeroport de Long Beach. L'edifici i la torre romanen fins a l'actualitat, tot i que l'estació s'ha traslladat a Flint Peak prop de Glendale. El transmissor d'alta potència de l'estació era un Western Electric de 10 kW, que prèviament s'havia instal·lat a KNX-FM.
El 1966, l'estació va ser venuda a Jeanette Pennino Banoczi i al seu marit Jack Banoczi, propietaris de la Pennino Music Company, per 262.850 dòlars. Els estudis de KNOB es van traslladar a Anaheim.Més tard aquell any, l'estació va canviar a un format de sol·licitud middle of the road (MOR), amb programació ètnica els diumenges.
KNOB canviaria més tard a un format semiclàssic. A principis dels anys 1980, 'emissora va començar a transmetre un format MOR sindicat. El setembre de 1985 va adoptar un format de cançons d'amor d'estil adult contemporary "For Lovers Only".

### KSKQ-FM
El 1988 KNOB fou venuda a Spanish Broadcasting System per $15 milions de dòlars i el senyal de trucada fou canviat a KSKQ-FM. L'estació va emetre un format adult contemporary en llengua espanyola.

### KLAX-FM
El 1992, sota la direcció del director general Alfredo Rodriguez, KSKQ-FM es va convertir en una estació de música de banda, KLAX-FM, amb la marca "La Equis". El gener de 1993, KLAX-FM es va convertir en l'estació més escoltada del mercat, la primera emissora en castellà a Los Angeles a aconseguir-ho.
El 1998, KLAX-FM va traslladar la seva ciutat de llicència de Long Beach a East Los Angeles. El 2002, KLAX va abandonar els èxits contemporanis i va passar a un format regional més enfocat com "La Raza 97.9". El març de 2017, KLAX va començar a portar a la tarda el programa de Terry "El Terrible" Cortez, Kristel "La Kristy" Yañez, i Johnny "El Perro" Orta, de WLEY, "La Ley 107.9" a Chicago. El programa també s'emetia a KRZZ de San Francisco. Abans de sumar-se a KRZZ en 2014, Cortez i Yañez havia format del programa matinal sindicat d'Eddie "Piolín" Sotelo durant 12 anys.

#### Debat sobre immigració
Renán "El Cucuy" Almendárez Coello, l'amfitrió del programa matinal de l'estació, va ajudar a coordinar una manifestació celebrada als carrers del centre de Los Angeles el 25 de març del 2006. L'esdeveniment va atraure 500.000 participants aproximadament i va ser un trampolí per a esdeveniments similars celebrats a tot els Estats Units. Els manifestants van marxar en oposició a l'H.R. 4437, una proposta llei del Congrés dels Estats Units que teòricament faria la immigració il·legal als EUA més difícil. Coello va rebre atenció en diversos mitjans després de les protestes originals, incloent-hi una aparició al programa de ràdio en anglès de Tom Leykis.